# Episodi di Femme Fatales - Sesso e crimini (seconda stagione)
La seconda stagione della serie televisiva Femme Fatales - Sesso e crimini è stata trasmessa negli Stati Uniti dal 25 maggio 2012 al 10 agosto 2012 sul canale Cinemax.
In Italia è stata trasmessa da Sky Uno.
| nº | Titolo originale           | Titolo italiano           | Prima TV USA   | Prima TV Italia |
| -- | -------------------------- | ------------------------- | -------------- | --------------- |
| 1  | 16 Minutes of Fame         | 16 minuti di gloria       | 25 maggio 2012 |                 |
| 2  | Gun Twisted                | Pistole fumanti           | 1º giugno 2012 |                 |
| 3  | Trophy Wife                | Buon compleanno           | 8 giugno 2012  |                 |
| 4  | Extracurricular Activities | Attività extrascolastiche | 15 giugno 2012 |                 |
| 5  | Killer Instinct            | Istinto omicida           | 22 giugno 2012 |                 |
| 6  | Bad Science                | Dimensioni parallele      | 29 giugno 2012 |                 |
| 7  | Family Business            | Affari Di Famiglia        | 6 luglio 2012  |                 |
| 8  | Jail Break                 | Evasione                  | 13 luglio 2012 |                 |
| 9  | Crazy Mary                 | Crazy Mary                | 20 luglio 2012 |                 |
| 10 | One Man's Death            | Un delitto quasi perfetto | 27 luglio 2012 |                 |
| 11 | Hell Hath No Furies        |                           | 3 agosto 2012  |                 |
| 12 | Libra                      |                           | 10 agosto 2012 |                 |